# Bugaboo
Bugaboo är ett nederländskt företag som tillverkar barnvagnar och andra barnprodukter.
Bugaboo International startades 1996 av Max Barenbrug and och hans dåvarande svåger Eduard Zanen, en entreprenör och läkare. Barenbrug fick idén till Bugaboo när han studerade vid Design Academy Eindhoven. Under sina studier specialiserade han sig inom två områden, fritid och mobilitet och som examensarbete designade han en cykel för stadsmiljö och en barnvagn som skulle passa både män och kvinnor. Barenbrug ansåg att barnvagnar på den tiden var designade att passa kvinnor, både när det gällde funktion och utformning utseendemässigt. Han menade att de hade dålig användarvänlighet och inte var bra för själva barnet heller och ville designa något annorlunda.
Den första barnvagnen från Bugaboo lanserades i Nederländerna 1999. Tio år senare såldes barnvagnarna i 50 länder där Europa stod för den största marknadsandelen.
Utöver barnvagnar tillverkar Bugaboo även bilbarnstolar, resesängar och barnmatstolar.
Företaget köptes upp av Bain Capital 2018.